# Tenderisation
La tenderisation est l'action de transformer une locomotive à vapeur ayant un tender en une locomotive-tender.

## Description
Cette action permettait à une compagnie de chemin de fer de réemployer une locomotive ne répondant plus aux critères de l'exploitation en tête de trains de plus en plus lourds et rapides. Avec cette transformation la compagnie obtenait donc une machine qu'elle pouvait dédier aux manœuvres, où la vitesse n'entrait plus en ligne de compte, et le fait que la machine emporte son combustible et son eau dans des soutes rajoutées augmentait son poids adhérent et ainsi sa force de traction, tout en réduisant son encombrement et en facilitant les marches arrières.
De plus avec cette transformation la compagnie obtenait une nouvelle machine, reconditionnée, mais à moindre coût qu'une machine neuve.
Un bon exemple est constitué par les G11 AL 5501 à 5547 qui furent de bien piètres locomotives de ligne et qui furent tenderisées en T19 AL 8201 à 8213, configuration dans laquelle elles furent plus utiles.

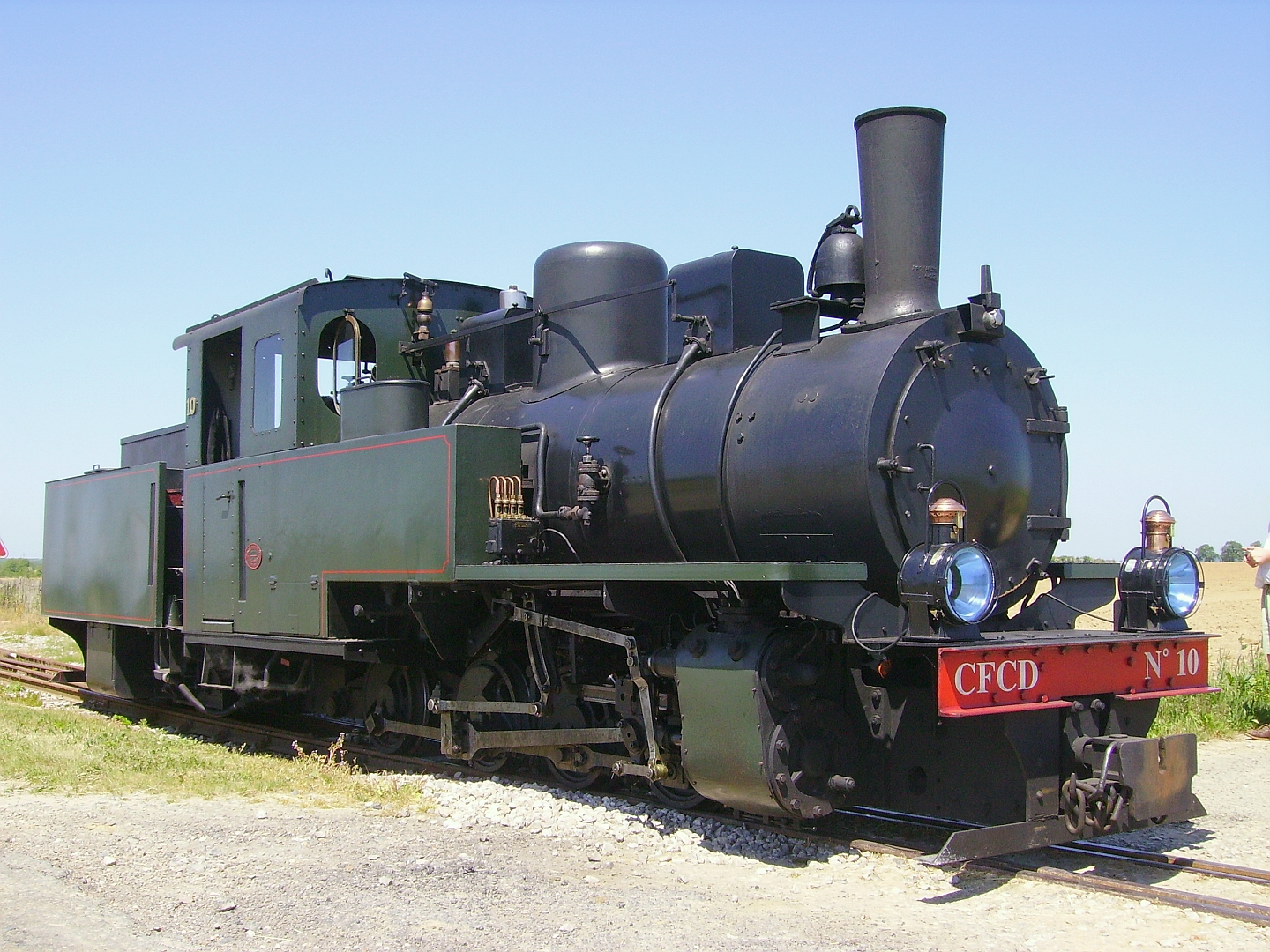
Une locomotive type KDL 11 à tender séparé.
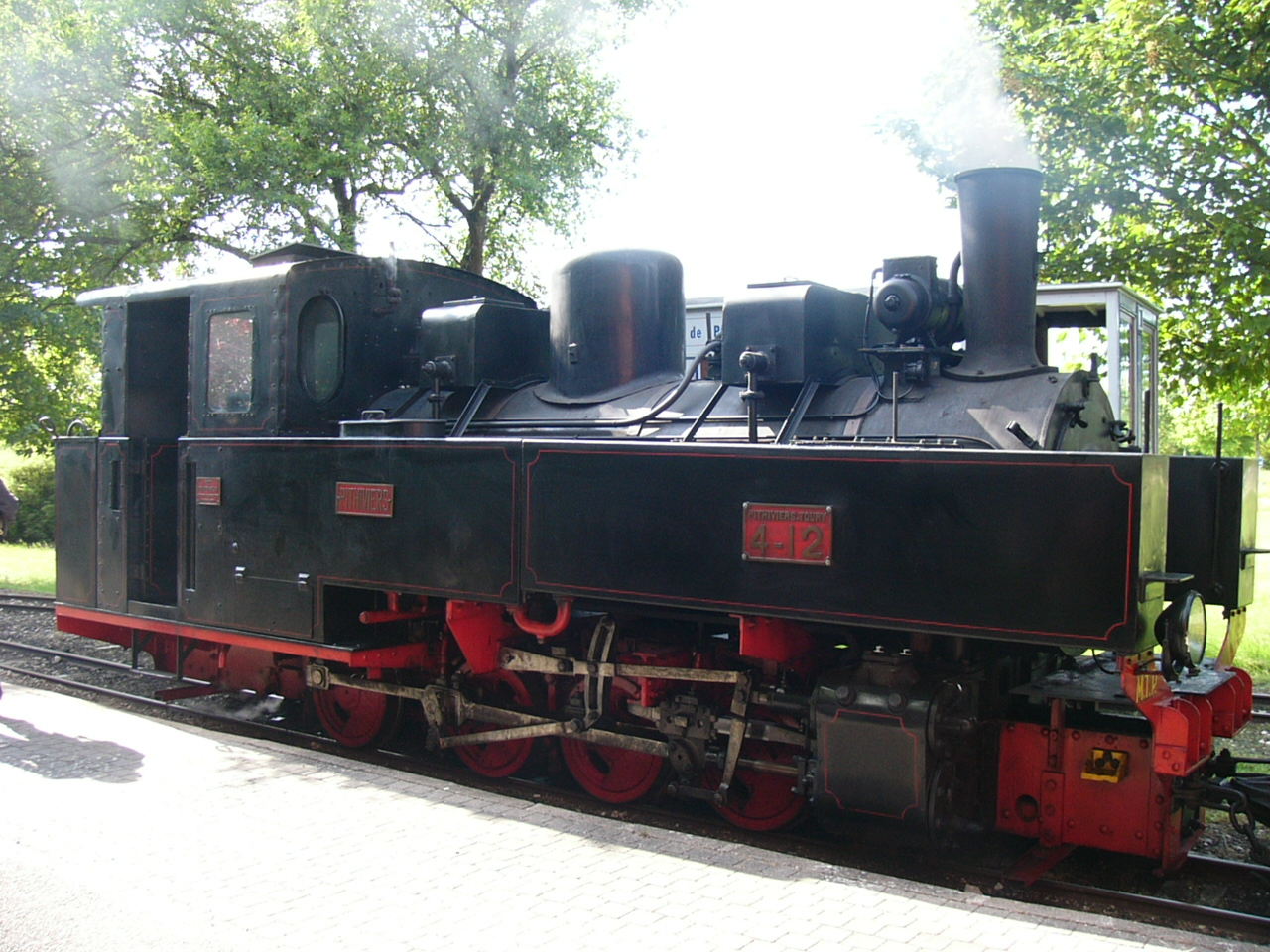
Une locomotive type KDL 11 « tenderisée ».